# Johann Joseph Imhoff (der Ältere)
Johann Joseph Imhoff (der Ältere) (* 9. April 1739 in Köln; † 13. April 1802 ebenda) war ein deutscher Bildhauer.

## Leben

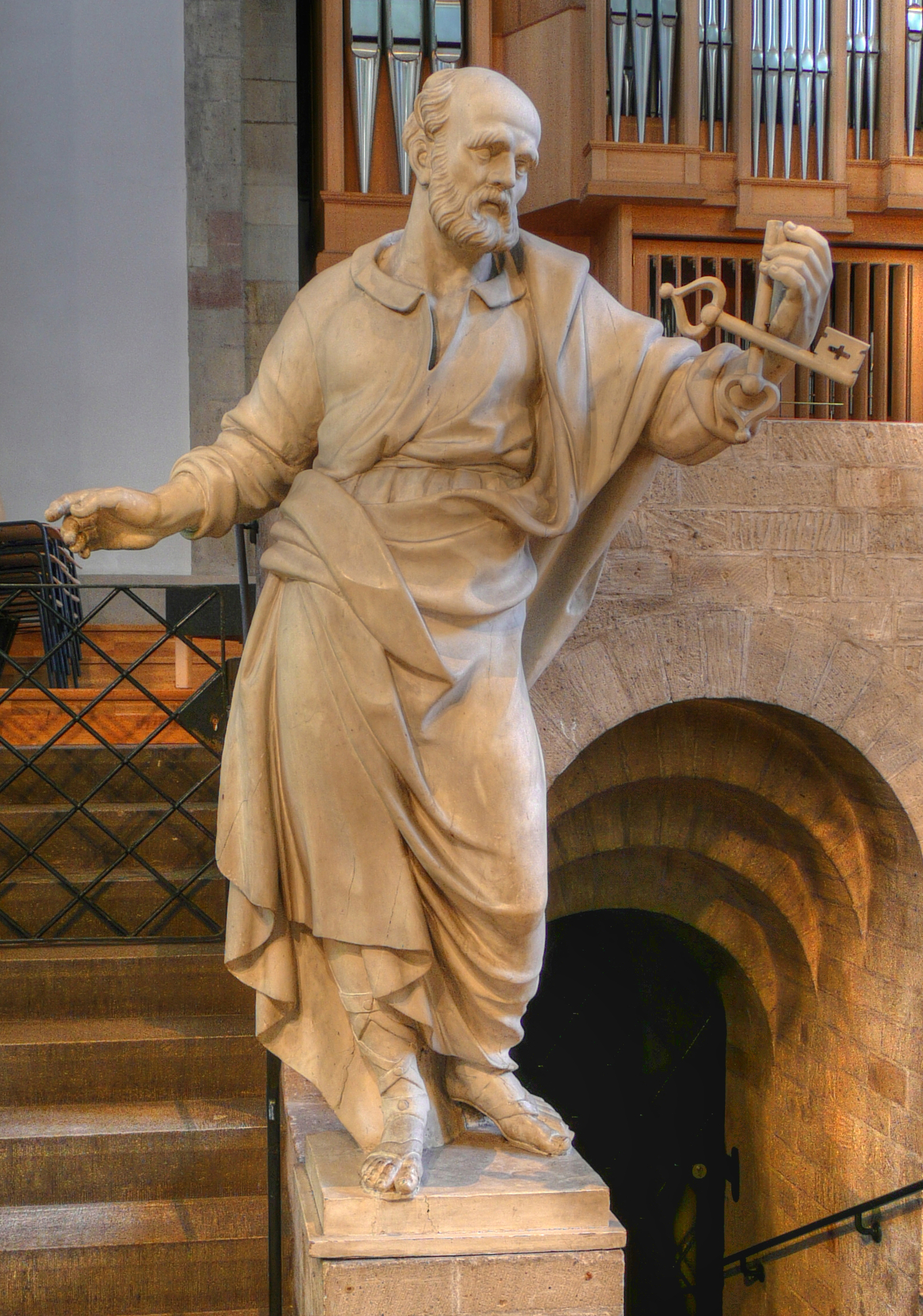
Heiliger Petrus in der St.-Aposteln-Kirche in Köln

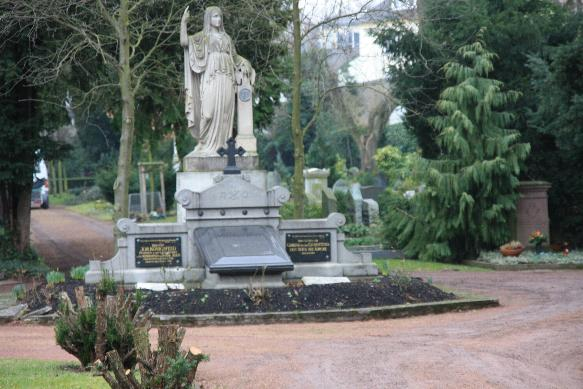
Statue in Düren

Johann Joseph Imhoff entstammte der bedeutenden Kölner Bildhauer-(„Bilderbäcker“)-Familie Imhoff. Er war das zweite Kind des Holzschnitzers Alexander Wilhelm Imhoff (* 1689 in Darle (Westfalen); † 1760 in Köln) und der Bruder von Anton Imhoff.
Johann Joseph Imhoff fertigte spätbarocke Holzfiguren, die auf den Seitenaltären des Kölner Dom ausgestellt waren; die Statuetten der Heiligen Antonius und Patroklus verbrannten am 30. Mai 1942 während der Bombardierung Kölns.
Weiterhin schuf er die Skulpturen des Hochaltars der Kölner Kirche St. Gregorius im Elend. 1761 schuf er die Statue des heiligen Petrus an der Südseite der Westvierung in der St.-Aposteln-Kirche, sowie die Altäre der Kirche St. Maria in der Kupfergasse in Köln. Von 1789 bis 1798 war er an der unter Ferdinand Franz Wallraf durchgeführten Neuausstattung der Kölner Kirche Groß St. Martin beteiligt, bei der er aufwändig den Zopfstil einsetzte.
Eine Statue von Johann-Joseph Imhoff ist Teil eines Grabmals auf dem evangelischen Friedhof an der Kölnstraße in Düren.
Johann Joseph Imhoff hatte vier Söhne: Franz Xaver Bernard Imhoff (1766–1824), Peter Joseph Imhoff (* 13. Juli 1768 in Köln; † 20. Dezember 1844 ebenda), Nikolaus Imhoff und Anton Joseph Imhoff (1784–1836). Mit seinen Söhnen betrieb Johann Joseph Imhoff eine Werkstatt für gebrannte Tonbildwerke.
Sein Enkel Johann Joseph Imhoff (der Jüngere) (1796–1860) schuf 1844 das Grabmal für dessen Vater Peter Joseph Imhof auf dem Melaten-Friedhof in Köln.